# Stajnie Królewskie na Wawelu

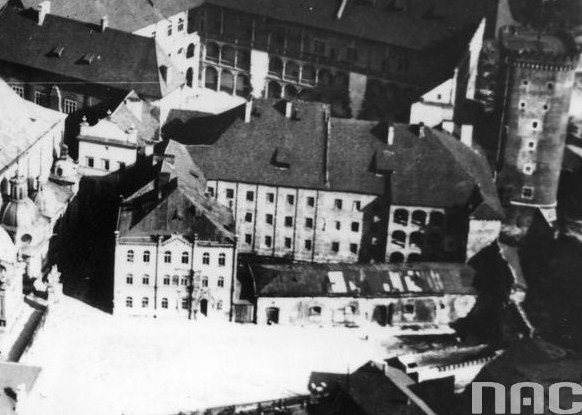
Widok z lat 20. XX wieku. Od lewej: fragment katedry na Wawelu, Kantyna z XIX wieku, niski budynek Stajni Królewskich z XVIII wieku i Kuchnie Królewskie za nimi, po prawej Baszta Senatorska

Stajnie Królewskie – budynek na wzgórzu wawelski w Krakowie, przeznaczony na pomieszczenie koni, należących do króla.
Stajnie powstały w 1. połowie XVIII wieku. Znajdowały się przed wozownią królewską (na zachód). W połowie XIX wieku na budynku stajni dobudowano dwie kondygnacje. Nadbudowę austriacką rozebrano w 1921 roku pozostawiając oryginalny barokowy parter.
Obiekt wyburzono w 1940 r., w związku z przebudową kuchni królewskich.